# Kaltenbachwildnis

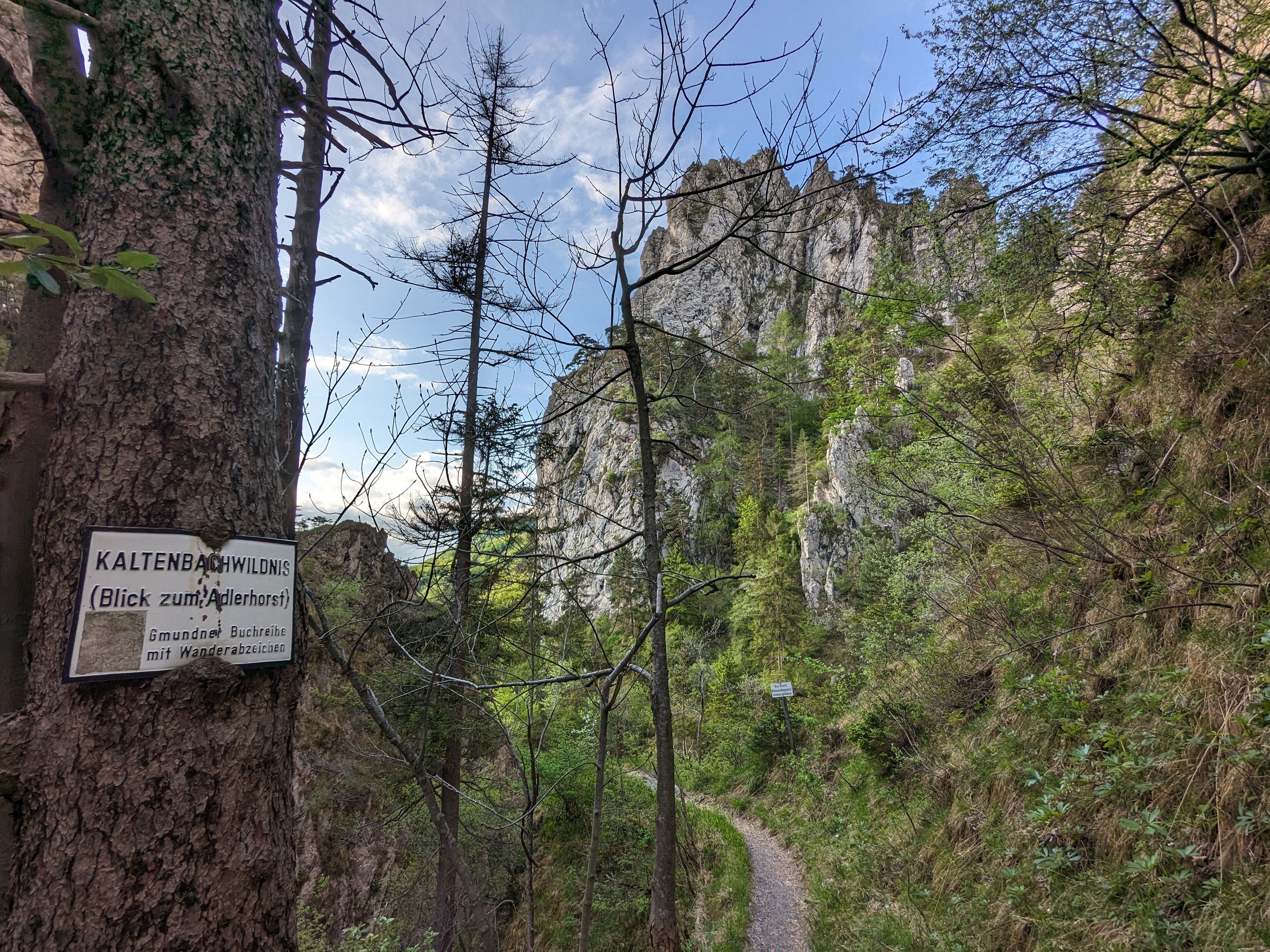
Blick zum Adlerhorst

Die Kaltenbachwildnis ist eine Landschaft am Fuß der Nordwestabstürze des Traunsteins im Gemeindegebiet von Gmunden. Namensgebend ist der Kaltenbach, der im Osten über einen Wasserfall in die Kaltenbachwildnis stürzt. Der Bach führt im Frühjahr und nach starken Regenfällen viel Wasser. Im Sommer fällt er oft trocken. Tief eingeschnittene Gräben, Zacken, Grate und Felstürme prägen das Landschaftsbild, das durch Erosion entstanden ist und eine einzigartige Naturlandschaft gebildet hat. Der etwa 700 m ü. A. hohe Adlerhorst ist die markanteste Felsgestalt in der Kaltenbachwildnis. 
Der gut ausgebaute Wanderweg 01 führt durch die Kaltenbachwildnis, dies ist ein einfacher Weg mit einer Höhendifferenz von etwa 200 m, der in 1,5 Stunden zu bewältigen ist. Direkt in der Wildnis am Adlerhorst ist ein Klettergarten, der 44 Routen in unterschiedlichen Schwierigkeitsgraden bei festem Fels bietet.